# Davor
Davor è un comune della Croazia di 3 259 abitanti della regione di Brod e della Posavina.